# Tryo
Tryo és un grup francès de reggae unplugged popular a Europa i al Quebec, format per tres guitarristes francesos, un percussionista llatinoamericà i un productor.
Tryo és molt popular a França especialment a causa de les seves lletres políticament emotives, també mostren una vessant divertida amb un registre de cançons gracioses, es pot veure especialment en les seves actuacions en directe.
Es decanten per una postura d'esquerres i la seva música critica molts líders francesos (com Charles Pasqua, identificat en escàndols de corrupció que afecten a l'habitatge de baix cost suburbà o a l'habitatge protegit) i líders mundials (George Bush) en la seva música. El grup també té una visió 'tolerant' sobre el cànnabis, molt evident en 'La main verte' de l'àlbum 'Mamagubida'.
Les referències a la droga s'han atenuat notablement en els darrers àlbums. Aquestes, juntament amb altres factors com menys referències polítiques i la seva popularitat entre la població jove francesa, han portat alguns fans a acusar-los d'esdevenir més comercials en la seva evolució.
Han venut més de 900.000 àlbums arreu del món i van celebrar el seu desè aniversari el 2006, seguit d'una gira per tot el país.
Christophe Mali va treure un àlbum en solitari 'Je vous emmêne' a l'abril de 2006.

## Membres
- Guizmo (guitarra)
- Mali (guitarra)
- Manu (guitarra)
- Daniel (percussió)

## Artistes relacionats
- Sinsemilia
- La Rue Ketanou
- Noir Desir
- Les Wriggles

## Discografia
- 1998: Mamagubida
- 2000: Faut qu'ils s'activent
- 2003: Grain de sable
- 2004: De bouches à oreilles (en directe)